# Julius Oscar Brefeld
Julius Oscar Brefeld, 19 d'agost de 1839, Westfàlia - 12 de gener de 1925 Schlachtensee va ser un botànic i micòleg alemany.
Va estudiar farmàcia i el 1863 va ser ajudant de Heinrich Anton de Bary (1831-1888) a la Universitat de Halle. Es doctorà el 1868 i el 1873 va ser professor a la Universitat de Berlín. El 1876 va donar classes a l'escola forestal d'Eberswalde. El 1882 era professor de botànica i director del jardí botànic de Münster.
Cap a 1896 començà desenvolupar un glaucoma que l'any 1910 el deixà totalment cec. Abans, el 1898, va ser professor de botància a la universitat de Breslau (actualment a Polònia).
Brefeld és conegut per la seva posada a punt de les tècniques de cultiu dels fongs sobre gelatina.

## Algunes obres
- Julius Oscar Brefeld (1872-1881) Researches on the Fungi: Hefte 1-4: Botanische Untersuchungen über Schimmelpilze (Botanical investigations on Mushrooms)
- Julius Oscar Brefeld (1874) Botanische Untersuchungen über Schimmelpilze: Die Entwicklungsgeschichte von Penicillium (Botanical researches on molds The developmental history of Penicillium) 98 pp.
- Julius Oscar Brefeld (1877) Botanische Untersuchungen über Schimmelpilze: Basidiomyceten I (Botanical researches on molds Basidiomycetes) 266 pp.
- Julius Oscar Brefeld (1881) Botanische Untersuchungen über Hefenpilze: Die Brandpilze I (Botanical researches on yeasts The Rusts I) 191 pp.
- Julius Oscar Brefeld (1883) Researches on the Fungi: heft 5: Botanische Untersuchungen über Hefenpilze Fortsetzung der Schimmelpilze (Botanical investigations on the yeast stage of mushrooms)
- Julius Oscar Brefeld (1884 - 1912) Researches on the Fungi: Hefte 6-15: Untersuchungen aus dem Gesammtgebiete der Mykologie (Investigations in the Field of Mycology) 15 vol.
- Julius Oscar Brefeld (1888) Untersuchungen aus dem Gesammtgebiete der Mykologie: Basidiomyceten II. Protobasidiomyceten (Researches towards the complete command of mycology Basidiomycetes II. Protobasidiomycetes) 178 pp.
- Julius Oscar Brefeld (1889) Untersuchungen aus dem Gesammtgebiete der Mykologie: Basidiomyceten III. Autobasidiomyceten und die Begründung des natürlichen Systemes der Pilze (Researches in the Field of Mycology: Basidiomycetes III. Autobasidiomycetes and the foundation of a natural taxonomic system for the fleshy fungi) 305 pp.
- Julius Oscar Brefeld (1895) Untersuchungen aus dem Gesammtgebiete der Mykologie: Hemibasidii. Brandpilze III (Researches in the Field of Mycology: Hemibasidiae. The Rusts III) pp. 99 - 236
- Julius Oscar Brefeld (1895) Untersuchungen aus dem Gesammtgebiete der Mykologie: Die Brandpilze II (Researches in the Field of Mycology: The Rusts II) 98 pp.
- Julius Oscar Brefeld (1905) Untersuchungen aus dem Gesammtgebiete der Mykologie: Brandpilze (Hemibasidii) IV (Researches in the Field of Mycology: The Rusts (Hemibasidiae) IV) 75 pp.
- Julius Oscar Brefeld (1912) Untersuchungen aus dem Gesammtgebiete der Mykologie: Die Brandpilze V (Researches in the Field of Mycology: The Rusts II) 151 pp.

La seva signatura abreujada com botànic és: Bref.

## Font
- Pàgina biogràfica a l'Illinois Mycological Association.